# Hamilton Kerr
Hamilton William Kerr, 1er baronnet, né le 1er août 1903 et mort le 26 décembre 1974, est un journaliste et homme britannique, membre du Parti conservateur.

## Jeunesse
Kerr est né le 1er août 1903. Il est le deuxième fils de l'américaine Olive Grace Kerr et du banquier Henry Scanlan Kerr de Long Island. Après la mort de son père, sa mère se remarie à Charles Greville, peu après devenu 3e baron Greville. Son frère aîné Henry Grace Kerr est tué en France pendant la Première Guerre mondiale. Ses grands-parents paternels sont William Henry Kerr et Harriet Ellen Scanlan. Sa mère est la nièce de Michael P. Grace et du maire William Russell Grace, fondateur de WR Grace and Company.
Il fait ses études au Collège d'Eton et au Balliol College, à Oxford.

## Carrière
Après avoir obtenu son diplôme d'Oxford, il entreprend une carrière dans le journalisme et travaille au Daily Mail et au Daily Telegraph.
Aux élections générales de 1931, il est élu député de la circonscription d'Oldham dans le Lancashire. Il occupe le siège jusqu'à ce qu'il le perde au profit des travaillistes aux élections générales de 1945. Dans les années 1930, Kerr est secrétaire parlementaire privé d'Alfred Duff Cooper, à partir de 1933 lorsque Cooper est Secrétaire financier au ministère de la Guerre . Pendant la Seconde Guerre mondiale, il sert dans un escadron de ballons dans la Royal Air Force et occupe brièvement le poste de secrétaire parlementaire du ministère de la Santé dans le gouvernement intérimaire de 1945.
Aux élections générales de 1950, il est réélu à la Chambre des communes comme député de Cambridge, occupant ce siège jusqu'à sa retraite aux élections générales de 1966. En 1954, Kerr est nommé secrétaire parlementaire privé du futur premier ministre Harold Macmillan.
Kerr est fait baronnet, de Cambridge dans le comté de Cambridge, en 1957. Le titre s'éteint à sa mort en 1974.
Le Hamilton Kerr Institute est créé en 1976 dans la propriété riveraine donnée à l'Université de Cambridge pour le musée Fitzwilliam et dotée par Hamilton Kerr. Le HKI fournit des services de conservation d'art et une formation.